# Kruženje ugljika u prirodi
Kruženje ugljika u prirodi je biogeokemijsko kruženje kojim je ugljik izmijenjen između biosfere, geosfere, hidrosfere i atmosfere Zemlje. Kruženje je obično misao četvero velikih rezervoara ugljika međusobno povezanih stazama izmjene. Rezervoari su atmosfera, Zemljina biosfera (što obično uključuje svježe vodene sisteme i neživi organski materijal, kao npr. vlažni ugljik), oceani (što uključuje otapala anorganskih ugljika) i sedimenti (što uključuje fosilna goriva). Godišnja kretanja ugljika, izmjene ugljika između rezervoara, pojavljuju se zbog različitih kemijskih, fizičkih geoloških i bioloških procesa. Ocean sadrži najveći aktivni vir ugljika blizu morske površine Zemlje, ali duboki oceanski dio bazena ne mijenja se brzo s atmosferom.
Globalni proračun ugljika je balans izmjena ugljika između ugljikovih rezervoara ili između jednog specifičnog prstena kruženja ugljika.
Ispitivanje proračuna ugljika u viru ili rezervoaru može dati informaciju koji vir ili rezervoar djeluje kao izvor ili propada kao ugljikov dioksid.